# Los Abuelos de la Nada 2
Los Abuelos de la Nada 2, o simplemente 2, es un álbum recopilatorio del grupo de rock argentino Los Abuelos de la Nada, lanzado por la discográfica Interdisc en 1995, después de la disolución del grupo. En él están recopilados con modificaciones remix algunos temas.

## Lista de canciones
| 2   |                                                                                 |                                  |          |  |
| N.º | Título                                                                          | Escritor(es)                     | Duración |  |
| 1.  | «Chalamán» (Voz líder: Melingo)                                                 | Melingo                          | 3:38     |  |
| 2.  | «Hermana Teresa» (Voz líder: Abuelo)                                            | Abuelo                           | 3:34     |  |
| 3.  | «En Línea» (Voz líder: Calamaro)                                                | Calamaro/Herrera                 | 2:58     |  |
| 4.  | «Como debo Andar» (Voz líder: Bazterrica)                                       | Bazterrica                       | 3:21     |  |
| 5.  | «Así es el calor» (Voz líder: Calamaro)                                         | Calamaro/Herrera                 | 2:42     |  |
| 6.  | «En la Cama o en el Suelo» (Voz líder: Abuelo)                                  | Abuelo                           | 3:59     |  |
| 7.  | «Sin Gamulán» (Voz líder: Calamaro)                                             | Calamaro                         | 3:12     |  |
| 8.  | «Cosas mías» (Voz líder: Abuelo)                                                | Abuelo                           | 3:38     |  |
| 9.  | «Guindilla Ardiente» (Voz líder: Abuelo)                                        | Abuelo/López                     | 3:54     |  |
| 10. | «Medita Sol» (Voz líder: Abuelo)                                                | Abuelo                           | 2:33     |  |
| 11. | «Ir a más» (Voz líder: Abuelo)                                                  | Abuelo/López                     | 3:24     |  |
| 12. | «No te enamores nunca de aquel marinero bengalí» (Dance mix. Voz líder: Abuelo) | Abuelo/López/Calamaro/Bazterrica | 5:01     |  |

## Créditos
- Fonográfica por  - Interdisc S.A.
- Fonográfica por  - Polygram Discos SA
- Derechos de autor  - Polygram Discos S.A.
- Mezclado A - Platinum Island Studios
- Mezclado A - Bonzai Estudio
- Masterizado - The Hit Factory
- Masterizado por - Carlton Batts
- Diseño - Nebur, Ros
- Fotografías por - Andy Cherniavsky
- Producción - Andrés Calamaro, Cachorro López